# Артрогрипоза
Артрогрипоза представља групу конгениталних хетерогених непрогресивних стања, која се карактеришу вишеструким контрактурама (укоченошћу) зглобова и мишићном слабошћу новорођенчади.
Јавља се у просеку код 1 од 3000 живорођених беба. Амиоплазија, која се одликује заменом мускулатуре екстремитета масним и везивним ткивом, је најчешћи облик артрогрипозе који је присутан код 43% пријављених случајева ове болести. Највећи број пацијената преживи, али одређени број случајева се заврши и смртним исходом углавном услед поремећаја респираторних мишића.

## Етиологија
Главни узрок артрогрипозе је фетална акинезија (смањени покрети фетуса) која настаје или због поремећаја присутних код плода (неуролошких, мишићних, абнормалности везивног ткива, механичке ограничености покрета) или абнормалности материце (инфекције, трауме, коришћење дрога током трудноће и др). Зглобови се развијају у другом месецу трудноће и стања која у том периоду ограничавају слободно кретање плода доводе до замене мишићног ткива чврстим везивним или масним ткивом и неправилног развоја зглобова.
Најчешћи узроци овог обољења су неуролошке природе: малформације и поремећаји функције централног и периферног нервног система, менингомиелокеле, аненцефалон, атрофија кичмених мишића, Марден-Волкеров синдром и др. Ређе су у питању мишићни поремећаји: конгениталне миопатије, мишићне дистрофије, миозитиси и др. Узрочник може бити и малатион - инсектицид, нарочито када су труднице у првом тромесечју изложене дејству овог инсектицида. Често се користи као спреј за муве или у облику прашкова за уништавање других инсеката у кући (мрава, бубашваба и др). Улази у састав шампона који се употеребљавају за уништавање ваши. У Србији се најчешће продаје под називом етиол прах, а употреба му је дозвољена до 2010. године.

## Клиничка слика
Захваћени екстремитети су фузиформног или цилиндричног облика са танким поткожним ткивом и одсуством кожних набора. Деформитети су углавном симетрични, чешће су захваћени дистални зглобови, тако да су шаке и стопала деформисани. Присутна је ригидност зглобова. Ограничени су покрети, а честа су и ишчашења зглобова (нарочито кука и колена). Промене на зглобовима прате атрофије мишића или чак одсуство неких мишићних група. Дубоки тетивни рефлекси могу бити слаби или потпуно угашени.
Присутни су бројни деформитети: птеригиум (кожне израслине преко зглобова), низак раст, одсуство чашице колена, дислокације жбице. На лицу се запажа асиметрија, заравњен нос и хемангиоми (тумори у кожи сачињени од крвних судова). Деформације вилице су у виду микрогнације (мања доња вилица) и чести су грчеви вилице, мале и деформисане очне јабучице, птоза, страбизам. Од осталих поремећаја се издвајају: сколиоза (кривљење кичме), крипторхизам и херније.
Последице феталне акинезије су заостајање плода у расту, хипоплазија плућа, аномалије лобање и лица (велики размак између унутрашњих углова ока, расцеп непца), кратка пупчана врпца и др. Некада може бити оштећен и централни нервни систем (што доводи до менталне ретардације), а ређе и срце па се дете рађа са конгениталним срчаним манама.

## Дијагноза
Дијагноза се поставља на основу прегледа, рендгенских снимака деформитета, ултразвука (и пре рођења), компјутеризоване томографије или нуклеарне магнетне резонанце, биопсије коже и мишића, електромиографије и других допунских испитивања.

## Лечење
Не постоји лечење усмерено ка узоку обољења. Од рођења се спроводи адекватна физикална терапија како би се кориговале контрактуре зглобова. Хируршка терапија се примењује кад год је то могуће, како би се побољшали неки од деформитета и малформација. Симптоматска терапија се примењује за сва пропратна стања и симптоме.